# جيري كولانجيلو
جيري كولانجيلو (بالإنجليزية: Jerry Colangelo) مواليد 20 نوفمبر 1939 في شيكاغو هايتس، هو لاعب كرة سلة أمريكي سابق أصبح مدرباً يدرب فريق فيلادلفيا سفنتي سيكسرز في الرابطة الوطنية لكرة السلة. حقق المركز الأول في بطولة كأس العالم لكرة السلة 2010. دخل قاعة نايسميث التذكارية لمشاهير كرة السلة.

## روابط خارجية
- جيري كولانجيلو على موقع IMDb (الإنجليزية)
- جيري كولانجيلو على موقع قاعدة بيانات الفيلم (الإنجليزية)
- جيري كولانجيلو على موقع كلية كرة السلة في سبورتس رفرنس.كوم (الإنجليزية)
- جيري كولانجيلو على موقع سبورتس رفرنس (الإنجليزية)